# Августинівка

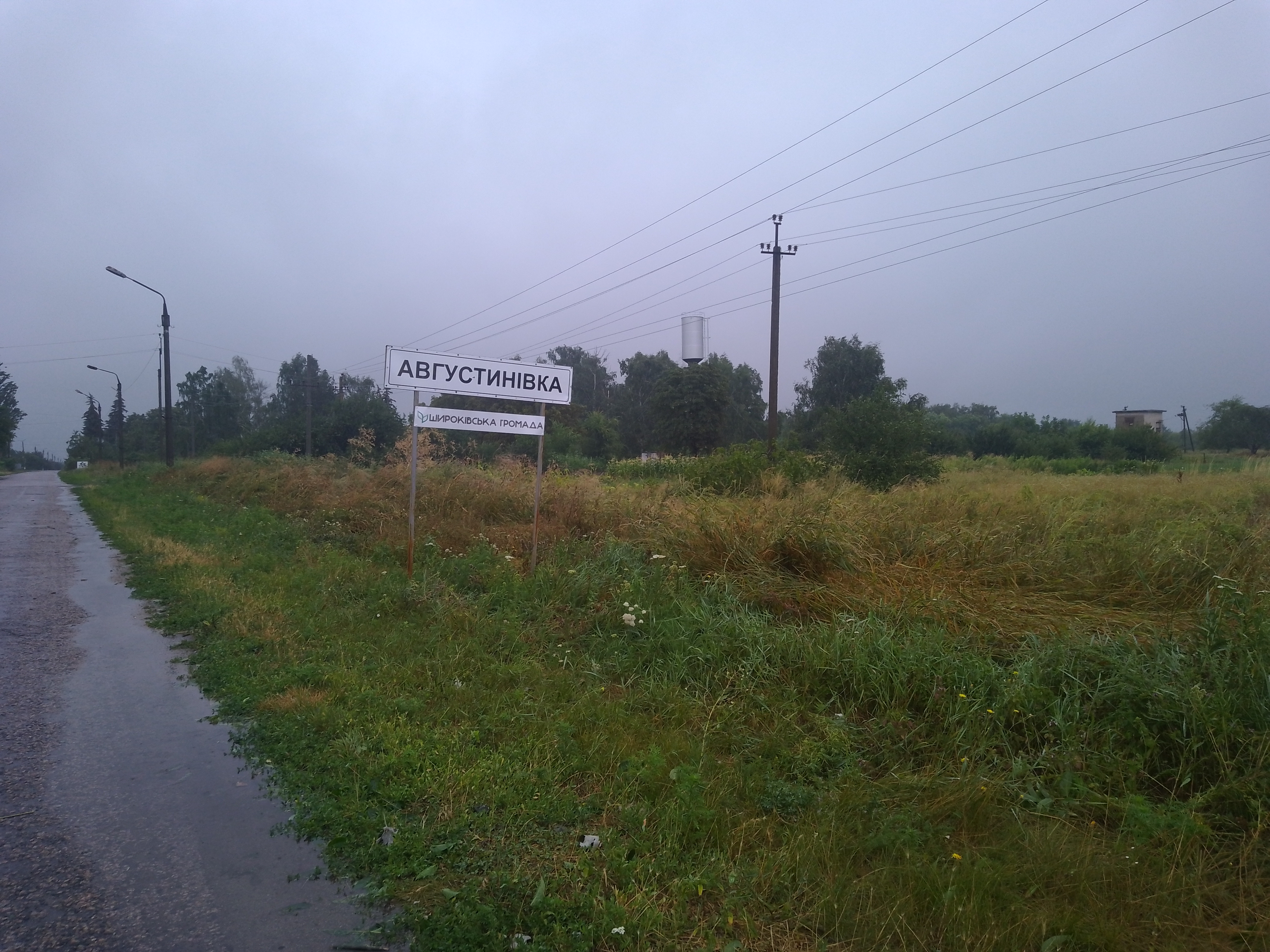
Дороговказ с. Августинівка

Августи́нівка (до 1929 року — Гнатівка) — село в Україні, у Широківській сільській громаді Запорізького району Запорізької області. Населення становить 1017 осіб. До 2016 орган місцевого самоврядування — Августинівська сільська рада.

## Географія
Село Августинівка розташоване за 4 км від правого берега річки Дніпро, на відстані 0,5 км від сіл Крилівське й Новоселище.

## Інфраструктура
У Августинівці є:
Відділення Нової Пошти та Укрпошти
2 продуктові та 1 магазин господарський
Відділення ЦНАПу
Медпункт клініки "Сімейний Лікар"
Аптека  "Сімейний Лікар"

## Транспорт
До с. Августинівка регулярно ходять два автобуси із Запоріжжя:
АС-2 - Відрадне - Світанок  - Привітне - Августинівка - Лемешинське - Світанок - Відрадне - АС-2 (Запоріжжя)
Вул. Каховська - Верхня Хортиця - Відрадне - Світанок - Августинівка

## Проекти покращення пасажироперевезення
У 1980-х місцеві пліткували про те що у 90х почнуть прокладати тролейбусну гілку до Відрадного. Але ні офіційних даних ні реалізування так і не відбулось
| Клімат Августинівки       | Клімат Августинівки | Клімат Августинівки | Клімат Августинівки | Клімат Августинівки | Клімат Августинівки | Клімат Августинівки | Клімат Августинівки | Клімат Августинівки | Клімат Августинівки | Клімат Августинівки | Клімат Августинівки | Клімат Августинівки | Клімат Августинівки |
| Показник                  | Січ.                | Лют.                | Бер.                | Квіт.               | Трав.               | Черв.               | Лип.                | Серп.               | Вер.                | Жовт.               | Лист.               | Груд.               | Рік                 |
| Середній максимум, °C     | −1                  | −0,3                | 4,0                 | 13,8                | 21,4                | 25,8                | 28,1                | 27,3                | 21,4                | 14,0                | 6,2                 | 1,6                 | 13                  |
| Середня температура, °C   | −4,1                | −3,4                | 0,5                 | 9,1                 | 16,1                | 20,4                | 22,6                | 21,7                | 16,0                | 9,6                 | 3,2                 | −1                  | 9                   |
| Середній мінімум, °C      | −7,1                | −6,5                | −2,9                | 4,5                 | 10,9                | 15,1                | 17,1                | 16,1                | 10,7                | 5,2                 | 0,2                 | −3,6                | 4                   |
| Норма опадів, мм          | 46                  | 37                  | 33                  | 36                  | 45                  | 59                  | 50                  | 39                  | 34                  | 30                  | 41                  | 49                  | 499                 |
| ------------------------- | ------------------- | ------------------- | ------------------- | ------------------- | ------------------- | ------------------- | ------------------- | ------------------- | ------------------- | ------------------- | ------------------- | ------------------- | ------------------- |
| Джерело: climate-data.org |                     |                     |                     |                     |                     |                     |                     |                     |                     |                     |                     |                     |                     |

марш
рутні таксі

## Історія

### Археологічні дослідження
В околицях села Августинівка виявлені дві палеолітичні стоянки (понад 15 і 40 тис. років тому).
Досліджено могильник і знайдені 3 скарби епохи пізньої бронзи (1 тисячоліття до н. е.).
Знайдена ольвійська монета (V—IV ст. до н. е.) із зображенням бога Борисфена.
Досліджено поселення й могильник Черняхівської культури (II—IV ст. н. е.).

### Давня Августинівка
Августинівка заснована 1780 року Федором Язиковим,а назву дали від власного імені дружини - Августи. Августа Язикова купила собі 80 сімей кріпосних у графа Розумовського слобідки Смольща Прилуцького повіту Полтавської губернії і перевела їх до своєї Августинівки,через що й вийшла назва Августинівка-Смольща.
Інша давня назва села Смольща.
На 1859 рік Августинівка була панським селом. Тут було 80 подвір'їв і мешкало 483 особи.
7 (20) листопада 1917 року, відповідно до Третього Універсалу Української Центральної Ради, увійшло до складу Української Народної Республіки.

### Гнатівка
Село засноване 1921 року. За ім'ям першого поселенця його названо Гнатівкою[джерело?].
У зв'язку з будівництвом Дніпровської гідроелектростанції 1929 року до Гнатівки переселилися 153 родини зі старовинного села Августинівка, оскільки воно перебувало в зоні затоплення (звідси й сучасна назва села).
На початку ХХ століття в Августинівській школі викладав Олександр Потапович Колодченко.
12 червня 2020 року, відповідно до Розпорядження Кабінету Міністрів України від № 713-р «Про визначення адміністративних центрів та затвердження територій територіальних громад Запорізької області», увійшло до складу Широківської сільської громади.
19 липня 2020 року, в результаті адміністративно-територіальної реформи та ліквідації колишнього Запорізького району(1965-2020), село увійшло до складу новоутвореного Запорізького району.

## Населення
Згідно з переписом УРСР 1989 року чисельність наявного населення села становила 1157 осіб, з яких 536 чоловіків та 621 жінка.
За переписом населення України 2001 року в селі мешкали 1002 особи.

### Мова
Розподіл населення за рідною мовою за даними перепису 2001 року:
| Мова       | Відсоток |
| ---------- | -------- |
| українська | 77,58 %  |
| інші мови  | 22,42 %  |

## Об'єкти соціальної сфери
- Школа[9].
- Дитячий садочок.
- Фельдшерсько-акушерський пункт.

## Персоналії
Ренгевич Олекса Михайлович  (1877-1931) -  народився в Августинівці, потім його батько переселився у Павлоградський повіт з деякими односельцями і заснували хутір Ново-Августинівка в 5 верстах від Рудево-Миколаївки. Ростріляний органами НКВС 